# Kowaku no Toki
Kowaku no Toki (蠱惑の刻) ist eine im Jahr 2007 veröffentlichte pornografische Visual Novel des Entwicklers TinkerBell.
Das Spiel erhielt eine Umsetzung als vierteilige Original Video Animation durch das Animationsstudio PoRO. Die einzelnen Episoden erschienen zwischen 2011 und 2014.
Kowaku no Toki folgt dem Detektiv Mibū Kyōsuke, der eines Nachts von einem Mädchen träumt und es nach einer langen Irrwanderung in einer Villa in den Bergen trifft.

## Handlung
Der Detektiv Mibū Kyōsuke hat eines Nachts einen Traum von einem Mädchen, welches von unbekannten Gestalten sexuell missbraucht und gefoltert wird. Als er sich in einem Wald verläuft und zufällig eine Villa in den nahe gelegenen Bergen findet, trifft er auf das Mädchen seines Traumes: Yukino Honkō.
Yukino soll die nächste Priesterin des familieneigenen Schreins werden und wird daher einem obszönen Ritual unterworfen, bei der sie von einer Gruppe deformierter Männer und von einem Dämon besessenen Bullen sexuell malträtiert wird. Kyōsuke verspricht sich Yukino zu retten, doch diese bittet ihn so schnell wie möglich zu fliehen, bevor er in das Ritual hineingezogen wird.

## Auszeichnungen
Das Spiel gewann im Jahr 2007 einen Bishōjo Game Award, einen Preis für Adult Games.